# Professor Lemos
José Rodrigues Lemos, também conhecido como Professor Lemos (Barra de São Francisco, 14 de outubro de 1963), é um professor, sindicalista e político brasileiro, atualmente deputado estadual pelo Partido dos Trabalhadores (PT).

## Biografia
José Rodrigues Lemos nasceu em Barra de São Francisco e ainda criança mudou-se para o Paraná. Na juventude ingressou nos movimentos sociais, onde foi líder estudantil. Integrou a Pastoral da Juventude Rural em diversos municípios, como Nova Aurora, Santa Lúcia e Capitão Leônidas Marques. Presidiu associações de moradores, de agricultores e foi diretor de escola. Casou-se com a professora Tereza Lemos e juntos possuem três filhos.
Professor da rede pública estadual de ensino, Lemos ingressou no Sindicato dos Trabalhadores em Educação Pública do Paraná (APP-Sindicato), onde foi presidente por duas vezes. Em 1998, junto com sete servidores, fez greve de fome dentro da Assembleia Legislativa do Paraná em oposição a proposta do governador Jaime Lerner, que alteraria a carreira estatutária dos professores.
Professor Lemos tem sua base política na região de Cascavel. Na eleição de 2006, foi candidato a deputado estadual, ficando como suplente. Assumiu o mandato em 2009, após a renuncia do Deputado Professor Luizão Goulart, eleito em 2008 prefeito de Pinhais. Em 2010 elegeu-se deputado estadual, com 48.801 votos. Na eleição de 2012, foi candidato a prefeitura de Cascavel, mas acabou sendo derrotado em 2º turno, por Edgar Bueno do PDT. Nas eleições de 2014 e 2018, foi reeleito deputado. Nas eleições de 2022, Lemos foi novamente reeleito deputado estadual, obtendo 119.915 votos, sendo o terceiro mais votado.
Em 2024, foi um dos 13 parlamentares que votaram contra o projeto do governador Ratinho Júnior que privatiza a gestão das escolas públicas do Paraná.